# Anob
Anob (armenisch Անոբ) war ein armenischer Prinz aus der Dynastie der Arsakiden von Armenien. Er lebte im 4. Jahrhundert.

## Leben
Anob war das erste namentlich bekannte Kind des Fürsten Arsaces (Arschak) II. Der Name der Mutter ist unbekannt. Die Ehe muss schon vor dem Beginn der Königswürde von Arsaces geschlossen worden sein. Arsaces herrschte bereits als Vasallenkönig des Römischen Reiches von 350 bis 368, wie schon sein Vater Tiran (Tigranes VII., Տիրան) (339–350). Anobs Mutter scheint vor 358 verstorben zu sein. Der armenische Geschichtsschreiber des 5. Jahrhunderts, Faustus von Byzanz, vermerkt in seinem Werk Geschichte der Armenier (IV, Kap. 15; Buzandaran Patmut’iwnk’, „Epische Geschichte“) nur indirekt, dass Anob ein Cousin von Gnel (Գնել Արշակունի) und Tirit gewesen sei.
Während der Regierungszeit seines Großvaters begann der Sassanidenkönig Schapur II. einen Krieg gegen Rom und seine Verbündeten. Dabei begann er als erstes mit einer Verfolgung der Christen, die in Persien und Mesopotamien ansässig waren. Schapurs Krieg beschädigte das Prestige des römischen Reiches im Osten zutiefst. Der Sassanidenkönig war mit seiner Armee in Armenien eingefallen und hatte die Mitglieder der königlichen Familie, inklusive Anob, als Geiseln genommen, nachdem sie von Tirans Kammerherrn an Schapur verraten worden waren. Anob war mit seiner Familie zum politischen Gefangenen der Sassaniden geworden, und sein Großvater wurde geblendet und in einen Kerker geworfen, nachdem Schapur II. Tiran beschuldigt hatte, Absprachen mit Rom getroffen zu haben.
Die Adligen von Armenien waren durch die Brutalität von Schapur II. und seine Behandlung der königlichen Familie außer sich. Sie griffen zu den Waffen und kämpften gegen Schapur II. und seine Armee mit Unterstützung der Römer. Sie hatten Erfolg und konnten Schapur und seine Armee aus Armenien vertreiben. Nachdem Schapur II. besiegt war, unterzeichnete er einen Vertrag und Anob und einige Mitglieder seiner Familie wurden aus dem Kerker entlassen. Da Tiran durch die Blendung und seine Erlebnisse in Gefangenschaft beschädigt war, dankte er ab und trat seinen Thron an Arschak II. ab, welcher 350 durch Tiran abgelöst wurde.
Über das Leben von Anob während der Regentschaft seines Vaters ist wenig bekannt. Nach persischer Sitte hatte Arschak II. während seiner Regentschaft zwei Frauen: Olympias (Ὀλυμπιάς, Ողիմպիա) und Parandsem. Mit Parandsem hatte Arschak ein weiteres Kind, den Sohn Papas (Pap). Auch wenn Papas der jüngere Halbbruder von Anob war, wurde Papas König nach dem Tod seines Vaters.
Der Heilige Mesrop Maschtoz, ein Priester und Historiograph von Katholikos Nerses I., schreibt, Anob habe geheiratet und mit seiner Frau den Sohn Varasdates (Varazdat). Varazdat wurde dann 374 König von Armenien (-378). Er bezeichnete sich selbst als Neffe von Papas.